# Canella winterana
Canella winterana är en tvåhjärtbladig växtart som först beskrevs av Carl von Linné, och fick sitt nu gällande namn av Joseph Gaertner. Canella winterana ingår i släktet Canella och familjen Canellaceae. Inga underarter finns listade.

## Bildgalleri

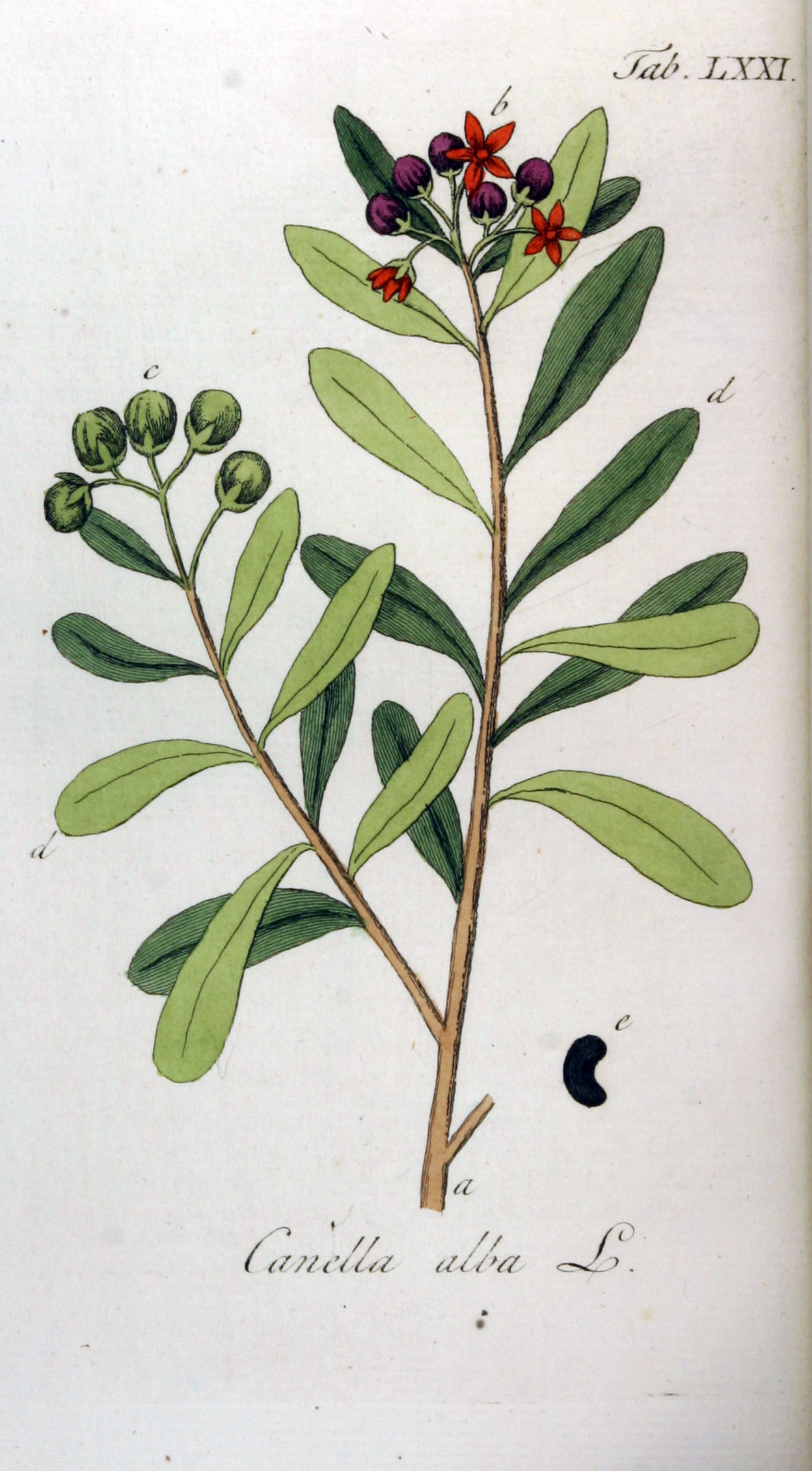
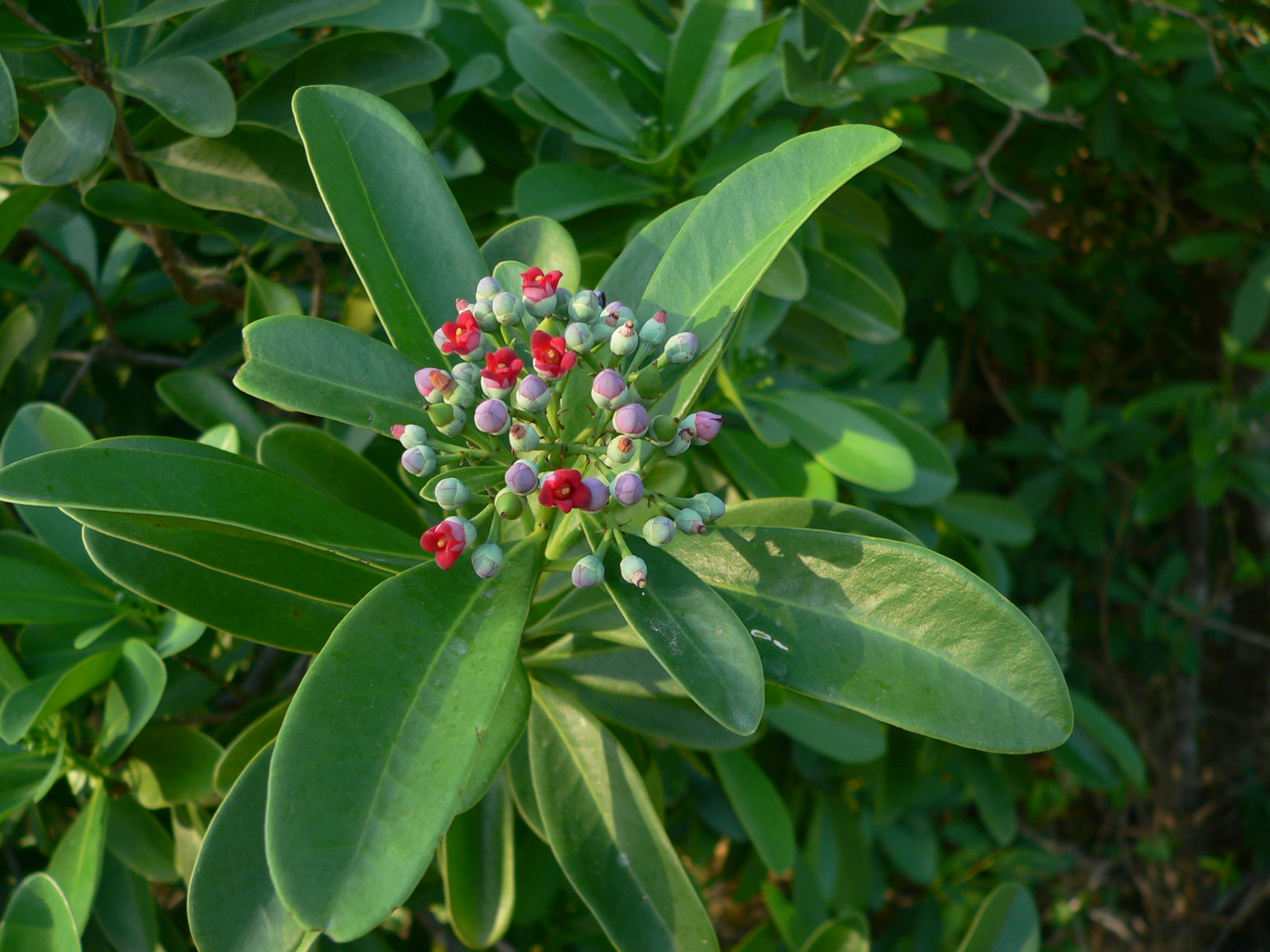
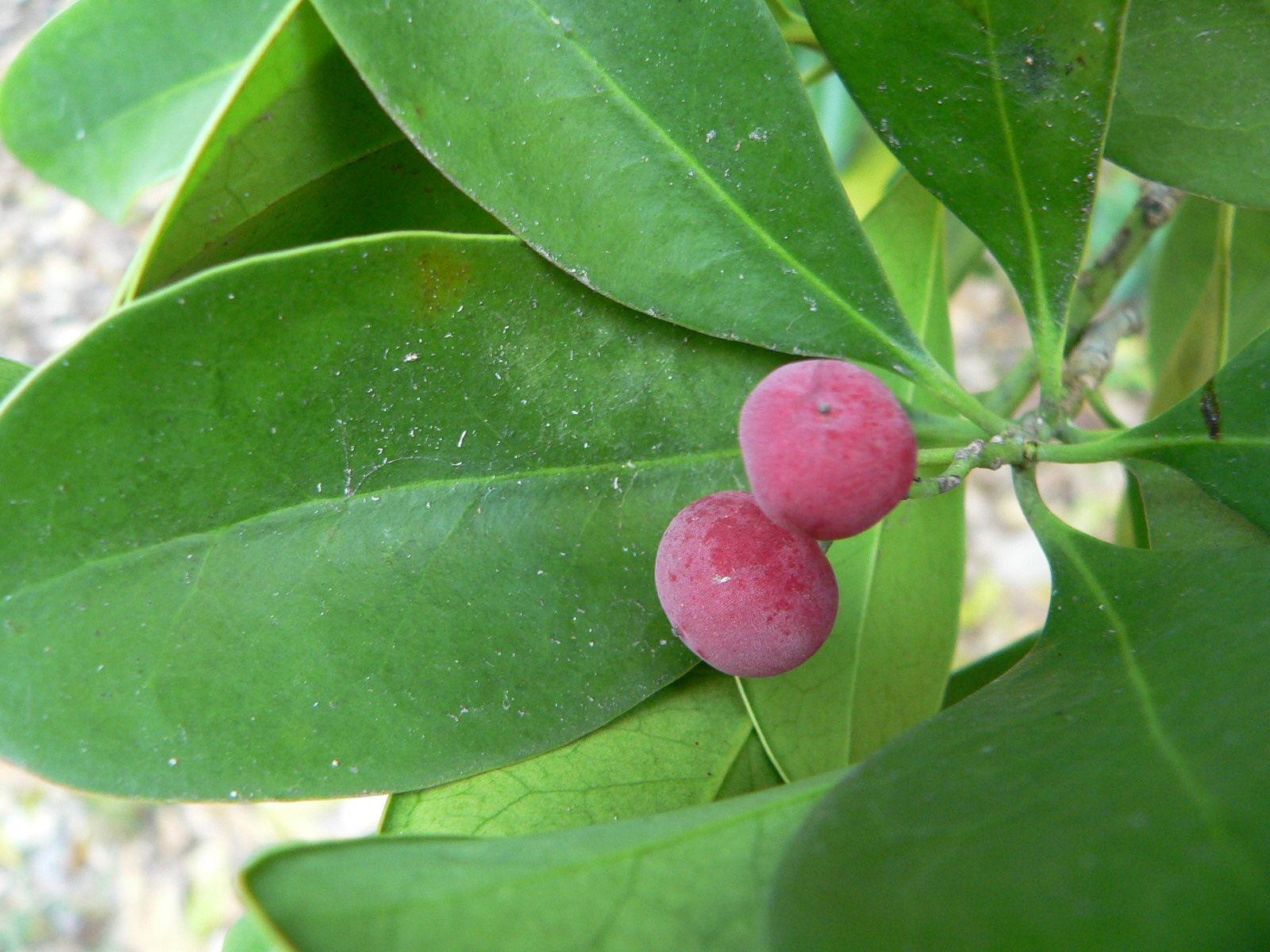
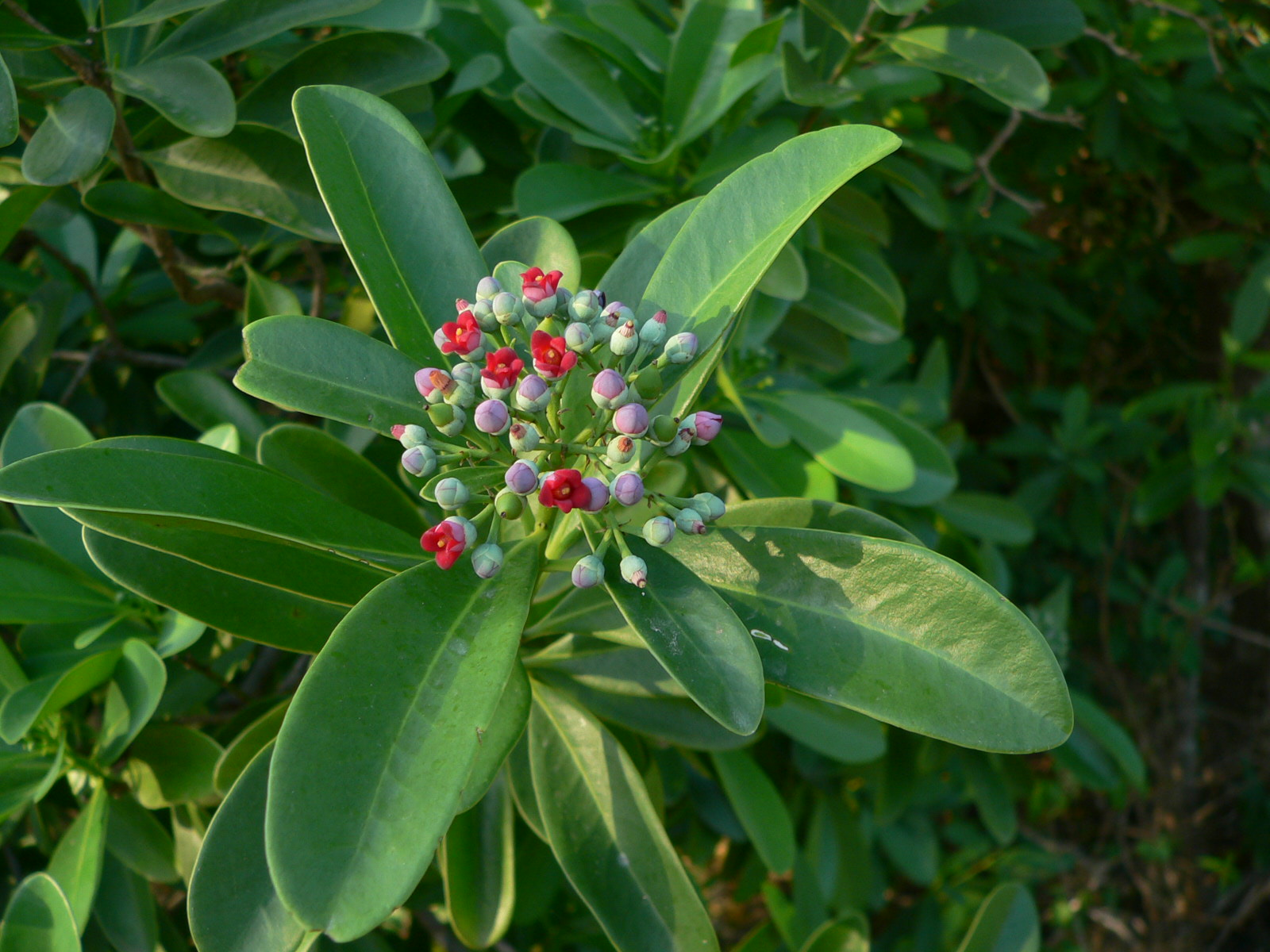
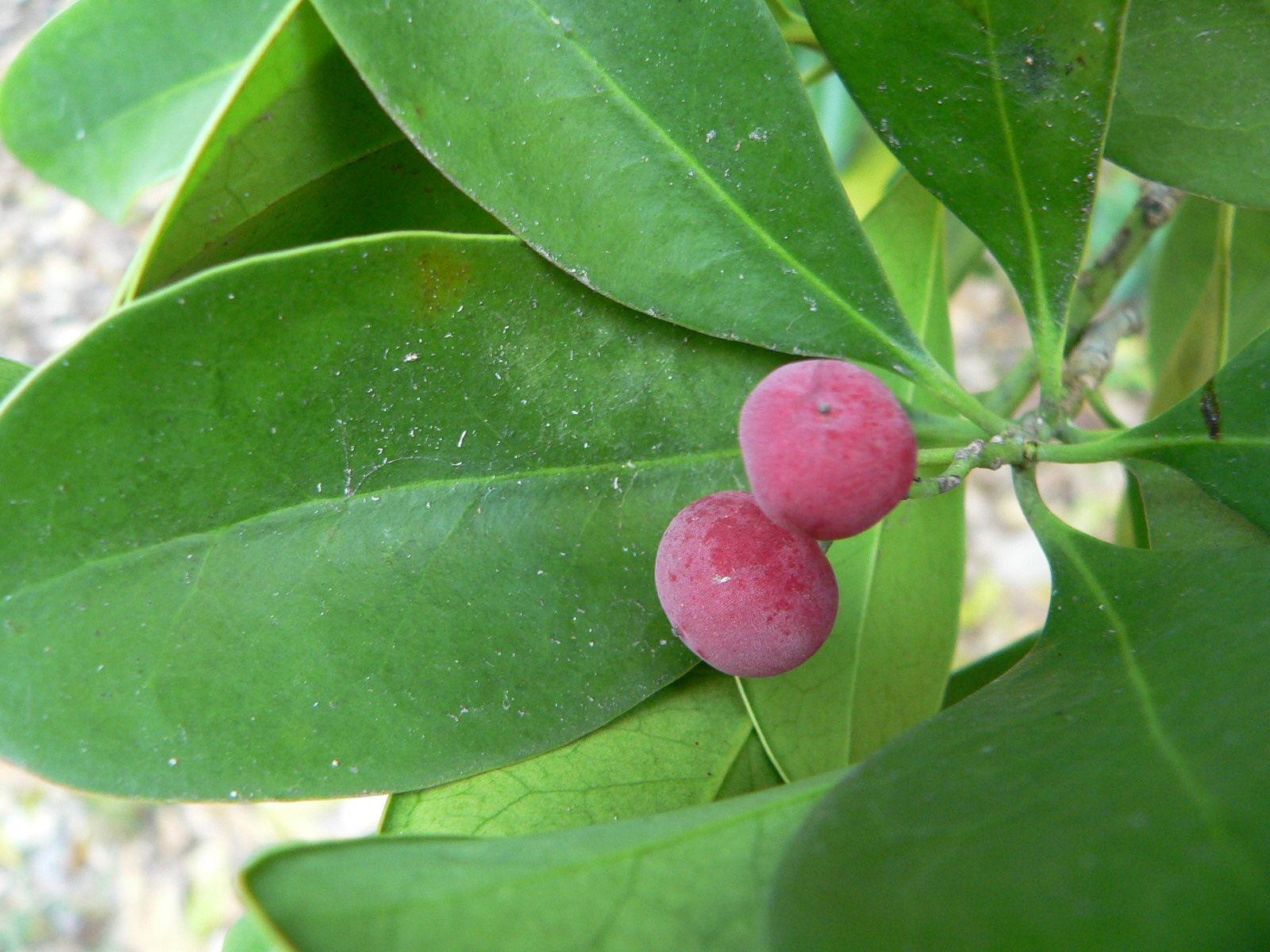